# خانقاه (ساوه)
 خانقاه  روستایی است از توابع بخش نوبران شهرستان ساوه در استان مرکزی ایران.

## جمعیت
این روستا در دهستان کوهپایه قرار دارد و براساس سرشماری مرکز آمار ایران در سال ۱۳۹۵، جمعیت آن ۲۳۵ نفر (۷۸ خانوار) است.